# 伊拉斯縣 (德克薩斯州)
伊拉斯縣（英語：Erath County）位美国德克萨斯州北部的一個縣。面積2,328平方公里。根据2020年美國人口普查，共有人口42,545人。縣治斯蒂芬維爾（Stephenville）。該縣成立於1856年1月25日，縣政府成立於同年8月4日。縣名紀念德克萨斯共和国國會議員及德克薩斯州議會議員乔治·伯纳德·埃拉斯。